# Општина Бојану Маре (Бихор)
Бојану Маре (рум. Boianu Mare) општина је у Румунији у округу Бихор.
Oпштина се налази на надморској висини од 222 m.